# Iuliu Maniu Emlékház
A szilágybadacsonyi Iuliu Maniu Emlékház műemléknek nyilvánított múzeum Romániában, Szilágy megyében. A romániai műemlékek jegyzékében az SJ-II-m-B-05012 sorszámon szerepel.

## Története
Iuliu Maniu a végrendeletében a  román görögkatolikus egyházra hagyta a szülői házát. 1947-ben amikor hazaárulásért elítélték, a vagyonát elkobozták. A házat előbb műtrágyaraktárként használták, majd úttörőtábor, az 1980-as években pedig hátrányos helyzetű gyermekek otthona lett. 1998-ban a politikust rehabilitálták, így az épület az egyház tulajdonába került.